# 드리오사우루스
드리오사우루스(Dryosaurus)는 중생대 쥐라기 후기에 서식했던 주둥이가 있는 초식공룡의 일종이다. 드리오사우루스과의 대표적인 공룡이다. 학명은 '떡갈나무 혹은 졸참나무 도마뱀'이라는 의미를 가지고 있다. 삼림에서 살았을 것으로 추정되어 이렇게 명명되었다. 몸 전체 길이는 약 3~4m, 체중은 1t정도 나갔을 것으로 보인다. 앞다리에는 5개의 발가락이 있다. 또 이빨은 먹은 것을 갈아 으깰 수 있는 힘이 있었을 것으로 추정된다. 드리오사우루스의 화석은 북아메리카 대륙, 영국, 루마니아, 탄자니아 등에서 발견되었다. 또한 이빨이 떡갈나무 모양으로 추정된다.

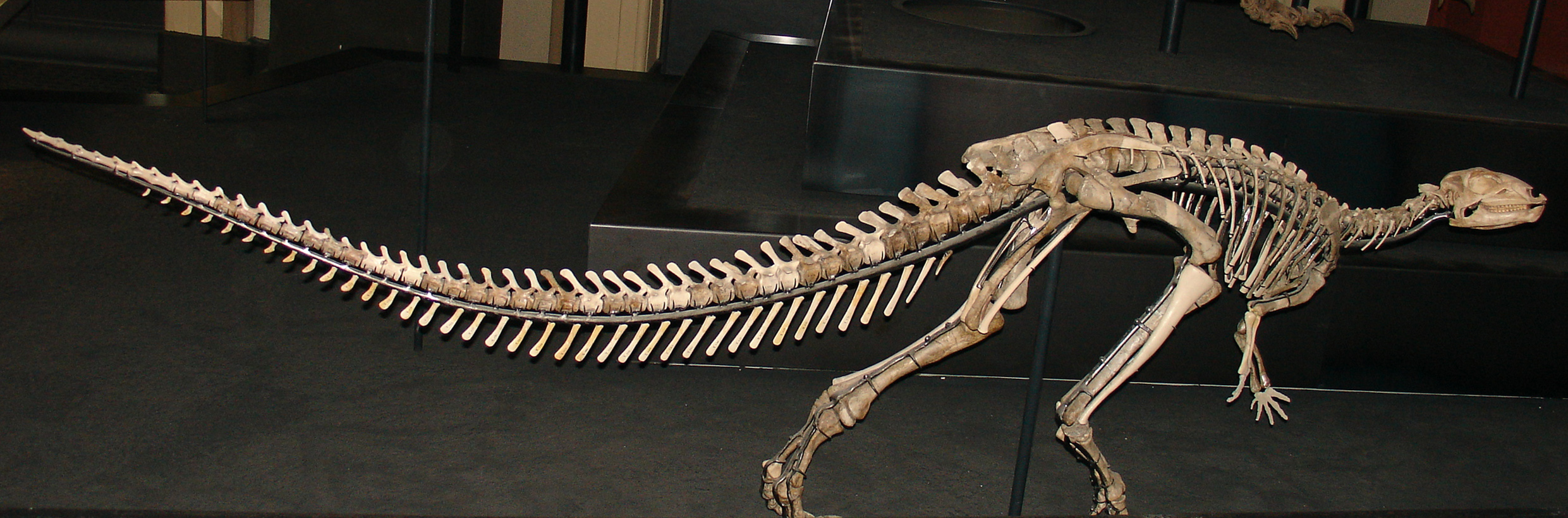
전체 골격